# Florimond Fonteyne
Florimond Alphonse Fonteyne (Houtem, 1 maart 1856 - Bougie, Algerije, 4 juli 1923) was een Belgisch rooms-katholiek priester, sociaal voorman, volksvertegenwoordiger en gemeenteraadslid van Brugge.

## Levensloop
Florimond Fonteyne was de vijfde van de acht kinderen van landbouwarbeider Theodore Fonteyne en Rosalie Verdoolaeghe. Een van de onderwijzers van de jonge Florimond kon er zijn moeder, die weduwe was geworden, van overtuigen hem te laten verder studeren. Vanaf 1872 volgde hij de lessen aan het Bisschoppelijk college in Veurne.
In 1878 trad hij in het seminarie en op 26 augustus 1883 werd hij tot priester gewijd. Enkele benoemingen volgden elkaar snel op: leraar aan het Sint-Lodewijkscollege in Brugge - hulppriester in Roeselare en in Aartrijke - vanaf 1890 onderpastoor in Tielt. Fonteyne betoonde belangstelling voor priester Adolf Daens en nodigde hem begin 1895 uit om te spreken voor de Tieltse 'Christene Volksbond' die hij had gesticht.
In april 1895 werd hij tot onderpastoor benoemd op de Sint-Annaparochie in Brugge, waar hij de medestichter van de 'Gilde der ambachten', de sociaalvoelende maar gezagsgetrouwe Alfons Merveillie als pastoor had. In de arbeiderswijken van deze parochie kon Fonteyne zich als vriend van de armen profileren en in zijn 'congregatie van jongelingen' vond hij degenen die de eerste kern van zijn christendemocratische partij zouden vormen.
Begin 1897 werd hij wegens zijn engagement in de Vlaamse Beweging naar de kleine landelijke parochie Zarren gestuurd.

## Politiek
Fonteyne nam er geen vrede mee dat hij naar een verafgelegen dorp werd 'verbannen' en besliste politiek actief te worden. Hij verliet zijn ambt en verhuisde naar Antwerpen, waar hij in 1900 voor de Christene Volkspartij aan de verkiezingen deelnam. Het mager resultaat was ontgoochelend voor de christendemocraten. Fonteyne bouwde echter een reputatie op die zich verder dan Antwerpen uitstrekte. In 1901 werd hij uitgenodigd op een congres van gelijkgezinde christendemocraten in Rotterdam.
In 1904 werd Fonteyne uitgenodigd om de kamerlijst van de Daensisten aan te voeren in Gent. Hij werd niet verkozen maar oordeelde dat het behalen van 7271 stemmen een succes was. Het was ook het jaar dat hij in de brochure Onze strijd het programma van de christendemocraten uiteenzette.
Begin 1905 kwam, op verzoek van Charles Woeste een veroordeling van de Belgische christendemocraten vanuit het Vaticaan. Daens en Fonteyne reageerden hierop woedend. Fonteyne deed het in het blad dat hij had gesticht onder de naam De Nieuwe Tijd, maandblad van priester Fonteyne. In 1907 behaalde de Christene Volkspartij in Antwerpen nog slechts 1169 stemmen. Een andere tegenslag was dat priester Daens zich verzoende met de kerkelijke hiërarchie. Fonteyne kwam in ernstige meningsverschillen met de nieuwe voorman Hector Plancquaert.
In 1910 trok Fonteyne de Kamerlijst voor zijn partij in Brussel en vestigde zich in de hoofdstad. De lijst behaalde 5510 stemmen, hetzij 1,50 procent van de kiezers.

## Gemeenteraadslid in Brugge
In 1911 kwam Fonteyne weer naar Brugge en bewoonde een kamer in de woning van Bernard Minnebo. Er werd in De Volkseeuw aangekondigd dat hij de leiding van de partij op zich nam. Fonteyne werd hoofdredacteur van dit weekblad.
In oktober 1911 was hij kandidaat bij de gemeenteraadsverkiezingen. Ook al behield de katholieke partij de meerderheid, behaalde Fonteyne succes. Hij werd verkozen, samen met Bernard Minnebo en Camiel Moeyaert.
In zijn tussenkomsten in de gemeenteraad toonde hij zijn gedrevenheid maar tevens zijn beperktheid, door zich vooral over kleinere zaken druk te maken.

## Volksvertegenwoordiger
Voor de wetgevende verkiezingen van 2 juni 1912, gingen de christendemocraten een kartel aan met de liberalen. Fonteyne kwam als tweede op de gezamenlijke lijst voor. Als opponent kreeg hij de populaire Albéric Ruzette, die de derde plaats, een strijdplaats, innam op de lijst van de katholieke partij. Hij had hiervoor ontslag genomen als gouverneur van West-Vlaanderen.
Tijdens de hevige verkiezingsstrijd trok Fonteyne naar alle gemeenten van het arrondissement om er het woord te voeren. Hij kwam onder meer op voor algemeen stemrecht. Dankzij zijn voorkeurstemmen werd hij, van op de tweede plaats, verkozen tot lid van de Kamer van volksvertegenwoordigers voor het arrondissement Brugge. Hij zou het blijven tot aan de vernieuwing van de wetgevende kamers na de Eerste Wereldoorlog, op 16 november 1919.
Fonteyne woonde de zittingen van het parlement trouw bij. Hij hield tot aan de oorlog negen redevoeringen, steeds in het Nederlands. Naast zijn pleidooien voor algemeen stemrecht had hij het over de noden van de armste bevolkingsklasse.
De Eerste Wereldoorlog betekende noodgedwongen het voorlopige einde van Fonteyne's politieke activiteiten. Hij bleef wel de maandelijkse zittingen van de gemeenteraad bijwonen.

## Na de Eerste Wereldoorlog
Na de oorlog nam hij opnieuw aan de parlementaire werkzaamheden deel. Hij bleef de sociale thema's ondersteunen, maar was geëvolueerd tot aanhanger van de patriottistische geest die toen heerste. Hij hield voortaan zijn tussenkomsten in het Frans. De parlementaire vragen die hij stelde hadden vooral betrekking op de heropbouw van Zeebrugge en van de kuststreek. Ook stemde hij tegen de vernederlandsing van de Rijksuniversiteit Gent, maar hij was wel voorstander van een Nederlandstalige universiteit in Antwerpen.
Bij de wetgevende verkiezingen op 16 november 1919 voerde hij opnieuw de lijst aan voor zijn partij en behaalde 4134 stemmen, wat een halvering betekende in vergelijking met het resultaat van 1912. De aantrekkingskracht van het daensisme was voorbij. Fonteyne miste vooral de steun van Bernard Minnebo, die op 9 augustus 1919 was overleden. De christendemocratische partij stierf een stille dood en wie nog actief was sloot aan bij de socialistische Werkliedenpartij.
Zonder inkomen, berooid en verlaten, ventte Fonteyne met koffie. Einde maart 1920 verliet hij Brugge en nam zijn intrek bij vrienden in Elsene - Brussel. Hij nam ontslag als gemeenteraadslid van Brugge en legde het priesterkleed af.
In 1922 trok hij, voor rekening van zijn Brugse vriend, de likeurhandelaar Van Loo, naar Algerije. Van Loo richtte er een likeurstokerij op en Fonteyne werd tot bewaker aangesteld. Hij overleed er aan ziekte.

## Publicatie
- Onze strijd, Brugge, drukk. Moeyaert, 1904